# Faro di Capo Colonna
Il faro di Capo Colonna è un faro marittimo che si trova sull'omonimo promontorio, situato a sud di Crotone.
La particolarità del faro è quella di trovarsi contenuto nell'area archeologica di Capo Colonna, presso lo storico capo Lacinio, ove si trovano i resti santuario di Hera Lacinia della polis Magno-Greca di Kroton, celebre per l'importanza sovralocale tra l'età arcaica e l'età romana.

## Storia
Il promontorio Lacinio ha una particolare vocazione a costituire un punto di riferimento per la navigazione. Lo stesso Santuario greco con il suo tetto in marmo bianco poteva essere avvistato a grande distanza e lo stesso promontorio costituiva un certo punto di riferimento per i vavigatori dell'antichità. Una funzione che svolge tuttora. In età contemporeanea vicino al Faro vi sono i resti di due piccole costruzioni che ospitavano il telegrafo ottico di Claude Chappe, in funzione prima della costruzione del Faro stesso.
Il progetto del faro del 1865 era stato curato da Cesare Martin e rientrava nel programma sviluppato dal regno post-unitario d'Italia nel periodo post-unitario compreso tra il 1864 e il 1891 di ampliamento ed uniformazione su tutto il territorio nazionale delle strutture di segnalazione costiera. 
Il progetto venne approvato lo stesso anno, ed i lavori iniziarono nel 1866. Inizialmente si ipotizzò la fine dei lavori nel 1871, ma poi i lavori si protrassero ed il faro entrò in funzione a tutti gli effetti nel 1873.
Il primo farista, che accese il fuoco del Faro di Capo Colonna, fu Gaetano Giulio Cesare, che aveva il compito di far ruotare la lanterna, con un sistema ad orologeria, che si caricava manualmente girando una manovella. Infatti, Per molti anni, il faro era a luce fissa, ossia “sempre acceso” e visibile da tutte le direzioni. Oggi invece è dotato di luce “intermittente”, visibile ogni 5 secondi.
Nel 1904 il faro venne delimitato, e successivamente divenne a tutti gli effetti di proprietà della Marina Militare.
Nel 2021 a causa del dissesto idrogeologico del promontorio si sono verificato dei problemi strutturali che lo hanno reso inagibile. È in corso la progettazione di lavori urgenti per l'eliminazione dei dissesti strutturali.

## Dettagli tecnici
Il faro si eleva per circa 20 metri di altezza. Il corpo principale della struttura, destinato ad ospitare l’alloggio del fanalista, presenta una cornice marcapiano che separa i due ordini di finestre ed un corpo centrale aggettante dalla parte del mare.
Alimentato elettricamente e ad ottica rotante, la luce è prodotta da una lampada alogena da 1000 W con un lampo bianco ogni 5 secondi della portata di 24 miglia nautiche, mentre una lampada LABI di riserva da 100 W con portata di 18 miglia nautiche è in dotazione all'infrastruttura semaforica in caso di guasto della lampada principale.
La luce di Capo Colonna è visibile in mare fino a 50 Km di distanza, e offre sicurezza ai naviganti in un tratto del Mar Ionio molto pericoloso per i forti venti, le insidiose correnti, le secche e gli scogli antistanti il promontorio.
Particolare la struttura della lanterna, realizzata in ghisa, che mostra graziose grondaie leonine di ispirazione liberty che sembrano rimandare, per quanto accidentalmente, alle antiche grondaie a testa di leone in terracotta che ornavano il tempio di Hera Lacinia.